# Kvadratni zakon upora
Kvadrátni zákon upòra opisuje upor sredstva na telo, ki se giblje v tekočini, ali pojav, da se tekočina upira pretakanju po cevi. V obeh primerih narašča sila upora z drugo potenco hitrosti. Kvadratni zakon upora velja pri velikih vrednostih Reynoldsovega števila (Re), ko je tok tekočine turbulenten.

## Upor pri gibanju telesa po tekočini
Na telo, ki se giblje relativno na tekočino, ki ga obliva, deluje slednja s silo upora v smeri, ki nasprotuje gibanju. Za gibanje krogle v tekočini velja, da se ga lahko opiše s kvadratnim zakonom upora, če velja Re > 1000. Pri vrednostih Re < 0,5 je uporaben linearni zakon upora, v vmesnem območju ne velja noben od omenjenih približkov.
Upor pri gibanju telesa relativno na turbulentni tok tekočine se lahko oceni iz zastojnega tlaka. V zastojni točki je relativna hitrost tekočine v enaka nič, tlak p pa je večji od tlaka p´ v simetrično izbrani točki na drugi strani telesa, kjer je hitrost tekočine v' zaradi vrtincev različna od nič. Iz Bernoullijeve enačbe sledi:
{\displaystyle p-p'={\frac {1}{2}}\rho v'^{2}\!\,,}
pri čemer je ρ gostota tekočine. Tlačno razliko p - p´ je treba pomnožiti s prečnim presekom telesa S, da se dobi ocena za silo upora. V resnici je sila upora odvisna še od oblike in lege telesa, kar se upošteva s koeficientom upora cv:
{\displaystyle F=kv^{2}={\frac {1}{2}}c_{\rm {v}}\rho v^{2}S\!\,.}
Hitrost v je relativna hitrost tekočine v nemotenem toku, merjene glede na telo, pri čemer je vseeno, ali se giblje telo v mirujoči tekočini ali pa se giblje tekočina, telo pa miruje. Koeficient upora cv se določi z merjenjem.

## Upor pri toku po cevi
Pri turbulentnem toku je tlačna razlika na dolžinsko enoto cevi premo sorazmerna z drugo potenco hitrosti tekočine. Kriterij za en ali drug režim toka je tudi tu Reynoldsovo število. Za tok tekočine po ceveh se ocenjuje, da je laminaren pri Re < 2300 in turbulenten pri Re > 2300.
Za gibanje turbuletntega toka tekočine lahko po analogiji z zakonoma za gibanje telesa po tekočini se izpelje kvadratni zakon upora:
{\displaystyle {\frac {\Delta p}{l}}={\frac {c_{\rm {u}}\rho v^{2}}{r}}\!\,.}
Pri tem je Δp tlačna razlika, l dolžina cevi, cu koeficient upora pri toku po valjasti cevi, ρ gostota tekočine, v njena hitrost, r pa polmer cevi. Koeficient upora pri toku tekočine po valjasti cevi je odvisen od hrapavosti cevi, pri gladki cevi navadno znaša približno 0,006, kar pomeni, da je tok po cevi laminaren pri Reynoldsovih številih, manjših od 2300.